# 알자지라
알자지라(아랍어: الجزيرة, Al Jazeera)는 카타르의 수도 도하에 세워진 아랍어와 영어의 텔레비전 방송사로, 현재 아랍권을 대표하는 방송사로 손꼽히고 있다. 알자지라는 아랍어로 "섬", "반도"를 뜻하며 대개 아라비아 반도를 뜻한다. 처음엔 아랍어 뉴스와 시사문제를 다루는 위성 텔레비전이었으나 현재는 몇 개의 전문 채널을 가지고 있다. 또한 알자지라와 JSC(영어: Jazeera Satellite Channel, 자지라 위성 채널)로 알려진, 도하 기반의 방송이다. 타니가가 투자한 알 자지라 미디어 네트워크가 소유하고 있다.
1996년에 카타르 국왕이 설립하였으나, 처음부터 순조롭지는 않았다. 처음 알자지라 방송의 의도는 시청자 전화 참여 프로그램을 포함한 여러 가지의 반대 의견을 방송하는 것이었는데 이는 페르시아만 국가들(바레인, 이라크, 쿠웨이트, 오만, 카타르, 사우디아라비아, 아랍에미리트) 사이에서 논쟁을 일으켰다. 2001년 9.11 테러 당시 오사마 빈 라덴과 알카에다 지도부와의 인터뷰, 미군에 의해 저질러진 것으로 추정되는 아프가니스탄과 이라크에서의 학대 행위 보도로 인해 유명해졌으며 중동의 CNN으로 칭해지고 있다.
한때 사우디아라비아와 이라크 임시 정부는 해당 국가 내에서 알자지라의 방송을 중단한 적이 있었다.

## 역사
원래 알자지라 채널은 1996년에 카타르의 아미르인 샤이흐 하마드 빈 할리파가 1억 4천만 달러를 지원하면서 시작하였다.
1996년 4월 BBC 월드 서비스에서 사우디아라비아와 공동 소유로 되어 있던 아랍어 TV 방송국은 사우디아라비아 정부의 요구로 검열을 받게 되어 개국 2년 만에 폐쇄되었다. 그리하여 BBC 월드 서비스의 여러 전직 인사들이 알자지라를 결성하였는데, 당시 방송을 방영하지 못하였다. 이 채널은 1996년 11월 1일에야 방송을 시작하였다.
위성을 통하여 알자지라가 중동 전역에 방영되면서 이 지역의 텔레비전 시장이 바뀌었다. 알자지라 이전에는 여러 중동 시민들은 국가의 검열을 받는 국영 TV 방송국 외에 다른 방송을 볼 수 없었다. 알자지라는 이전까지 중동에서 찾아볼 수 없던 언론의 자유를 도입하였다. 알자지라는 사우디 아라비아, 쿠웨이트, 바레인, 카타르 등 여러 페르시아만의 정부에 대하여 논쟁적인 시각을 보였으며, 시리아와 레바논의 관계, 이집트 사법부에 대해서도 마찬가지였다. 비판자들은 알자지라가 시청자를 늘리기 위해 선정주의를 취한다며 비난하였다. 알자지라의 방송은 중대한 행동을 일으키기도 하였다. 가령 1999년 1월 27일 알자지라는 "반대 방향"(El-Itidjah el-Mouakass)이라는 생방송 프로그램 중 알제리 정부에 비판하는 사람들을 불렀다. 알제리 정부는 이 프로그램을 사람들이 보지 못하도록 수도 알제(또 아마도 국내 여러 지역도)의 상당 지역에 전력 공급을 중단시켰다.
당시 알자지라는 서방 세계에 거의 알려지지 않았으며 알자지라를 아는 일부 언론에서는 호의적으로 보기도 하였는데, 알자지라는 중동에서 유일하게 정치적으로 독립된 TV 방송국임을 주장하였다. 알자지라는 2000~2001년 레바논 내전을 상세하게 다루면서 이 지역 전역에서 높은 평가를 얻었다. 2001년 말 알카에다 지도자들의 비디오를 방영하면서 알자지라는 전 세계적으로 유명하게 되었다.

## 알자지라 네트워크
간판 채널인 원래의 뉴스 채널 외에 몇 개의 전문 채널을 가지고 있다.
알자지라
원래의 아랍어 24시간 뉴스 채널, 1996년 출범
알자지라 스포츠
인기있는 알자지라의 아랍어 스포츠 채널, 2003년 시작
알자지라 무바셔(일명 알자지라 라이브)
생방송 정치, 시사 채널로 회의를 편집이나 평론없이 실시간 방송.(C-SPAN, BBC Parliament와 유사)
알자지라 어린이 채널
2005년 시작
알자지라 잉글리시
24시간 영어 뉴스 채널, 2006년 시작.
알자지라 다큐멘터리 채널
아랍어, 2007년 시작

## 같이 보기
- Aljazeera.com - 현재 이 방송사가 소유하고 있는 도메인 네임의 과거사